# Салтыков, Иван Петрович
Граф Ива́н Петро́вич Салтыко́в (28 июня [9 июля] 1730 — 14 [26] ноября 1805, село Никольское, Ростовский уезд, Ярославская губерния, Российская империя) — русский генерал-фельдмаршал, московский главнокомандующий в 1797—1804 гг., владелец усадьбы Марфино. Единственный сын генерал-фельдмаршала Петра Семёновича Салтыкова и статс-дамы Прасковьи Юрьевны (в девичестве  Трубецкой).

## Биография
Службу начал в возрасте 15 лет в лейб-гвардии Семёновском полку с рядового. В 1758 г. состоял при императорском дворе в чине камер-юнкера.
За время Семилетней войны отличился при взятии Кенигсберга и Эльбинга, в сражении при Цорндорфе. После заключения мира произведён в генерал-майоры и получил от Петра III орден св. Анны, а в коронацию Екатерины II — александровскую ленту.
В первую войну с турками генерал-поручик Салтыков под знамёнами Румянцева участвовал в битве при Кагуле. Присутствовал при взятии Хотина. Начальствуя тяжёлой кавалерией, обратил на себя внимание храбростью, отмеченной Георгием 2-й степени и золотой шпагой с алмазами.
По окончании войны генерал-аншеф Салтыков командовал корпусом в польских провинциях, а в 1784 г. назначен был генерал-адъютантом и главой двух наместничеств — Владимирского и Костромского.
В 1780 году для поправления здоровья семейство Салтыковых поехало за границу; они посетили Берлин, Дрезден, Брюссель. Супруги жили три месяца в Лондоне и провели больше года в Париже, где делали такие огромные долги, что русский посланник при французском дворе в письмах к графу Воронцову называл их «бесчестьем всей нашей нации».
В 1788 г. возобновившаяся война с Турцией снова призвала Салтыкова в ряды войск, и он ознаменовал себя повторным взятием Хотина. В 1790 г. Екатерина вверила ему командование финляндской армией и по заключении Верельского мира пожаловала звание подполковника гвардии Конного полка и алмазные знаки ордена св. Андрея.
В качестве военачальника Салтыков отличался больше храбростью, чем полководческим талантом, о котором Суворов, к примеру, отзывался весьма скептически. Разногласия с Румянцевым заставили его в 1795 г. выйти в отставку, однако в следующем году Павел I снова призвал его на службу, переименовал в генералы от кавалерии и назначил шефом Кирасирского полка, киевским генерал-губернатором, генерал-фельдмаршалом и генерал-инспектором над всей кавалерией.
В конце 1797 года граф И. П. Салтыков получил должность московского генерал-губернатора, которую некогда занимал и его отец. Фактически все бразды правления узурпировал любимец императора Павла — полицеймейстер Эртель. Граф Иван Петрович оставил за собой лишь командование военными парадами и блеск представительства. Москвичи долго потом вспоминали его пышный и расточительный образ жизни.
Смерть жены в 1802 г. стала для Салтыкова тяжёлым ударом и, окончательно расстроив его здоровье, побудила удалиться на покой. В 1804 г. он испросил отставку и переселился в Петербург в дом своего зятя Мятлева, где вскоре скончался. Похоронен подле отца в родовом поместье Никольское возле деревни Когаево ( Ярославского района), ныне деревни Никольское (Салтыковых) несуществует как и их фамильного склепа, он был разграблен и уничтожен в 1939-1942 году.
- Сержант (1748). Прапорщик (1750). Подпоручик (1756)[3].
- Получив чин камер-юнкера (24 июля 1759)[3], перешёл на службу ко двору.
- 1760 — Бригадир.
- 1761 — Генерал-майор.
- 1762 (22 сентября) — награждён орденом Святого Александра Невского[3]
- 1766 — Генерал-поручик.
- 1768—1774 — Участвовал в русско-турецкой войне.
  - Способствовал поражению турецкого войска под Хотином.
  - Был при Ларге под командованием П. А. Румянцева, где командовал частью кавалерии, но упустил время, не получив вовремя приказа о преследовании неприятеля.
  - В битве при Кагуле командовал тяжелой кавалерией и способствовал полному разгрому турецкой армии.
  - 1772 — Имея под своим началом более двадцати пехотных и кавалерийских полков, первым переправился через Дунай, осадив Рущук.
- 1773 — Генерал-аншеф.
- 1775 (10 июля) — награждён орденом Святого Георгия 2-й степени «За оказанное им неоднократное превозможение неприятеля в турецкую войну и переход за Дунай»[4]
- 1780 — Командовал сильным отрядом на южной границе России, затем — корпусом в польских провинциях.
- 1784 — Генерал-адъютант. Генерал-губернатор Владимирского и Костромского наместничеств.
- 1787—1791 — Участвовал в русско-турецкой войне в качестве командира дивизии.
- 1788 — Участвовал во взятии Хотина.
- 1789 — Командующий Кубанской дивизией на Кавказе.
- 1790 — Участвовал в русско-шведской войне в качестве главнокомандующего финляндской армией. После заключения мира со Швецией был пожалован в подполковники лейб-гвардии Конного полка.
- 1790—1795 — Командир корпуса.
- 1795 — Вышел в отставку.
- С восшествием на престол Павла I рескриптом императора возвращен на военную службу и переименован в генералы от кавалерии, назначен шефом кирасирского полка, инспектором кавалерии и Киевским губернатором.
- 15 декабря 1796 — Генерал-фельдмаршал, генерал-инспектор кавалерии с подчинением ему Украинской армии (до выздоровления графа Румянцева).
- 2 ноября 1797 — Первый московский военный губернатор и начальствующий в Московской губернии по гражданской части.
- 1797 (1 декабря) — Шеф Екатеринославского кирасирского полка (по 01 мая 1804)[5].
- 2 ноября 1804 — Вышел в отставку по собственному желанию.

- Орден Святого апостола Андрея Первозванного (24 ноября 1782)
- Алмазные знаки к Ордену Святого апостола Андрея Первозванного (1790)
- Орден Святого Георгия 2-й степени (10 июля 1775)
- Орден Святого Владимира 1-й степени (1789)
- Орден Святого Александра Невского (22 сентября 1762)
- Алмазные знаки к Ордену Святого Александра Невского (1770)
- Орден Святой Анны (9 июня 1762)
- Орден Святого Иоанна Иерусалимского, большой командорский крест (29 ноября 1798)
- Золотая шпага с алмазами (10 июля 1775)
- Золотая шпага с алмазами (1790)

## Образ жизни
Один из богатейших вельмож своего времени, граф Салтыков был большим сибаритом, любил кутежи и женщин, но главной его страстью была охота, которой он посвящал всё свободное время, имея до ста человек псарей. Филипп Вигель, часто бывавший в гостеприимной салтыковской усадьбе Марфино под Мытищами, оставил следующую характеристику её хозяина:

В графе Иване Петровиче Салтыкове можно было видеть тип старинного барства, но уже привыкшего к европейскому образу жизни; он любил жить не столько прихотливо, как широко, имел многочисленную, но хорошо одетую прислугу, дорогие экипажи, красивых лошадей, блестящую сбрую; если не всякий, то по крайней мере весьма многие имели право ежедневно садиться за его обильный и вкусный стол. В обхождении его, весьма простом, был всегда заметен навык первенства и начальства; вообще он был ума не высокого, однако же не без способностей и сметливости; он не чужд был даже хитрости, но она в нём так перемешана была с добродушием, что его же за то хвалили.
Каждый день за обедом и ужином у Салтыкова выкладывали шестьдесят приборов; каждое воскресенье съезжалось к нему на бал несколько сот человек. Вкупе с частным театром и многолюдными выездами на охоту такой образ жизни вводил его в большие расходы. В итоге граф Салтыков оставил своему единственному сыну шестнадцать тысяч крестьян, в том числе тысячу двести человек дворовых людей, и два миллиона восемьсот тысяч долга.

## Семья
Женат на графине Дарье Петровне Чернышёвой (1739—1802), дочери дипломата П. Г. Чернышёва, женщине весьма колоритной, почитавшейся одним из столпов московского допожарного общества. Дети:
- Прасковья Ивановна (1772—1859) — фрейлина, в 1795 году вышла замуж за сенатора Петра Васильевича Мятлева (1756—1833), их сын — известный поэт-юморист Иван Мятлев.
- Екатерина Ивановна (1776—1815) — фрейлина с 1795 года, умерла девицей.
- Анна Ивановна (1779—1824) — фрейлина, в феврале 1800 года вышла замуж за сенатора графа Григория Владимировича Орлова (1777—1826), сына В. Г. Орлова. Она была привлекательной и умной женщиной. По болезни постоянно пребывала за границей, в Париже имела литературный салон. Умерла бездетной во Франции.
- Пётр Иванович (1784—1812), с 1799 года камергер. Кавалер орденов Св. Георгия 4-го класса и Св. Владимира 4-й степени, был тяжело ранен в Аустерлицком сражении. В незабываемый 1812 год он сформировал собственный гусарский полк (названный Салтыковским), пожертвовав значительную частью своего состояния на его вооружение. Ежедневно навещая в лазаретах больных солдат, заразился горячкой и в 28-летнем возрасте скончался в чине полковника холостым.

- Дети
- Прасковья
- Анна
- Пётр